# اندیس خاک صنعتی میلاق
خاک صنعتی میلاق یک اندیس غیرفلزی است که در  استان قزوین قرار دارد و مادهٔ معدنی موجود در آن، خاک صنعتی است.سنگ میزبان این اندیس توفهای سبز است و دیرینگی آن به دوران ائو- الیگومیوسن می‌رسد. در این اندیس، پاراژنز‌های کائولن - ایلیت یافت می‌شوند.